# Cuora mccordi
Cuora mccordi is een schildpad uit de familie Geoemydidae. De soort werd voor het eerst wetenschappelijk beschreven door Carl Henry Ernst in 1988. Abusievelijk werd later de wetenschappelijke naam Cuora maccordi gebruikt. De soortnaam mccordi is een eerbetoon aan de Amerikaanse herpetoloog en schildpaddenexpert William Patrick McCord (1950).

## Uiterlijke kenmerken
Het schild bereikt een maximale lengte van ongeveer 13 centimeter en is roodbruin tot chocoladebruin van kleur met donkere vlekken. Het schild is vrij sterk koepelvormig, de schildranden wijzen naar beneden, er is een kleine kiel aanwezig op het midden van het schild. De huid is glad en geel van kleur, een donker omzoomde gele streep loopt van de snuitpunt door het oog naar de nek. De voorpoten dragen bruine schubben, de achterpoten zijn bruinen alle andere ledematen zijn geel van kleur. De iris is geel tot groenachtig geel. Mannetjes zijn van vrouwtjes te onderscheiden door een kuil in het buikschild en een langere dikkere staart.

## Algemeen
Cuora mccordi is endemisch in China en komt voor in Guangxi. Over de biologie en levenswijze is vrijwel niets bekend. Het is een van de 25 meest bedreigde soorten schildpadden ter wereld.